# ماشا لوند
ماشا لوند (دانمارکی: Masha Lund؛ زادهٔ ۲۴ مارس ۱۹۸۱) مدل، بازیگر، طراح و کارآفرین دانمارکی-روسی است.
وی در آگهی‌های تبلیغاتی شرکت‌های ایکه‌آ و ئی-ترید حضور داشته و تصویرش بر جلد مجلاتی چون جی‌کیو، ماکسیم استرالیا، منز هلث، ایمیج اند استایل، پیپل، اف‌اچ‌ام، ویمنز فیتنس، پلی‌بوی، چاپ شده است.
از فیلم‌ها یا برنامه‌های تلویزیونی که وی در آن نقش داشته‌است، می‌توان به مرد آهنی و فیلم حماسی اشاره کرد.